# Abdalelah Haroun
Abdalelah Haroun Hassan (arabisch عبد الإله هارون, DMG ʿAbd al-Ilāh Hārūn; * 1. Januar 1997 in Al-Soki, Sudan; † 26. Juni 2021 in Doha, Katar) war ein katarischer Sprinter aus dem Sudan, der sich auf den 400-Meter-Lauf spezialisiert hatte und ab 2015 international für Katar startberechtigt war.

## Sportliche Laufbahn
Erste Erfahrungen bei internationalen Meisterschaften sammelte Abdalelah Haroun bei den Arabischen Meisterschaften 2015 in Madinat Isa, bei denen er die Goldmedaille über 400 Meter gewann, wie auch bei den Asienmeisterschaften in Wuhan einige Zeit später, bei denen er auch mit der katarischen Staffel siegte. 2016 gewann er bei den Hallenasienmeisterschaften in Doha die Goldmedaillen über 400 Meter und mit der katarischen 4-mal-400-Meter-Staffel. Damit qualifizierte er sich für die Hallenweltmeisterschaften in Portland, bei denen er die Silbermedaille hinter dem Tschechen Pavel Maslák gewinnen konnte. Im Juli 2016 gewann er bei den U20-Weltmeisterschaften im polnischen Bydgoszcz die Goldmedaille und qualifizierte sich für die Olympischen Spiele in Rio de Janeiro, bei denen er bis in das Halbfinale gelangte. Ein Jahr später nahm er an den Weltmeisterschaften in London teil und gewann dort in 44,48 s die Bronzemedaille. Anfang September gewann er bei den Asian Indoor & Martial Arts Games in Aşgabat die Goldmedaille im 400-Meter-Lauf sowie Silber mit der katarischen Stafette. Zudem ging er auch über 800 Meter an den Start, schied dort aber im Halbfinale aus.
2018 nahm er an den Hallenasienmeisterschaften in Teheran teil und gewann dort erneut die Goldmedaillen über 400 Meter und mit der Staffel. Einen Monat später galt er als Mitfavorit bei den Hallenweltmeisterschaften in Birmingham, bei denen er jedoch in der ersten Runde wegen des Übertretens der vorgesehenen Bahn disqualifiziert wurde. Bei den Müller Anniversary Games in London verbesserte er seinen eigenen Landesrekord auf 44,07 s. Ende August siegte er bei den Asienspielen in Jakarta in 44,89 s vor dem Inder Muhammed Anas und auch mit der katarischen Stafette gewann er mit neuem Asienrekord von 3:00,56 min die Goldmedaille. Anschließend gewann er auch beim Continentalcup in Ostrava in 44,72 s. Wegen einer Verletzung konnte Haroun die gesamte Saison über keine Wettkämpfe bestreiten, ging jedoch Anfang Oktober bei den Heimweltmeisterschaften in Doha an den Start und schied dort mit 47,76 s im Vorlauf aus.
Haroun kam am 26. Juni 2021 bei einem Verkehrsunfall in Katar im Alter von 24 Jahren ums Leben.

## Persönliche Bestzeiten
- 400 Meter: 44,07 s, 21. Juli 2018 in London (Katarischer Rekord)
  - 400 Meter (Halle): 45,39 s, 19. Februar 2015 in Stockholm (Asienrekord)
  - 800 Meter (Halle): 1:56,06 min, 18. September 2017 in Aşgabat